# Jan Kurdwanowski (zm. 1693)
Jan Kurdwanowski herbu Półkozic (zm. w 1693 roku) – podsędek sandomierski w latach 1685-1693.
Pochowany u franciszkanów reformatów w Sandomierzu.